# Rood weeskind
Het rood weeskind (Catocala nupta) is een zeer grote nachtvlinder uit de familie van de spinneruilen (Erebidae). 

## Kenmerken
Net als bij de huismoeder kan het plots opduiken en weer verdwijnen van roodkleurige vleugels een predator in verwarring brengen. De vlinder heeft een spanwijdte van 65 tot 80 millimeter en een lengte van 75 tot 94 millimeter.

## Leefwijze
Het rood weeskind rust overdag, ook gewoon tegen een muur. De vlinder fladdert min of meer als een vleermuis. Rustend imiteren zij de grond, maar als een predator te dichtbij komt vliegen ze op en laten de felrode achtervleugels zien. Vaak zorgt dit ervoor dat de 'aanvaller' in verwarring wordt gebracht. Ze komt af op rottend fruit.
De rupsen voeden zich 's nachts aan wilgen en populieren en rusten overdag op twijg en of in bastspleten. Ze kunnen zichzelf ook verbergen onder losse bast.

## Verspreiding en leefgebied
Dit is een vrij algemeen voorkomende vlinder. Hij komt voor in weiden, parken, tuinen met bomen en hagen, langs rivieren en beekdalen. Het rood weeskind kan waargenomen worden in grote delen van Azië en Midden-Europa van juli tot in oktober, in Nederland vooral in de hoger gelegen delen.

## Waardplanten

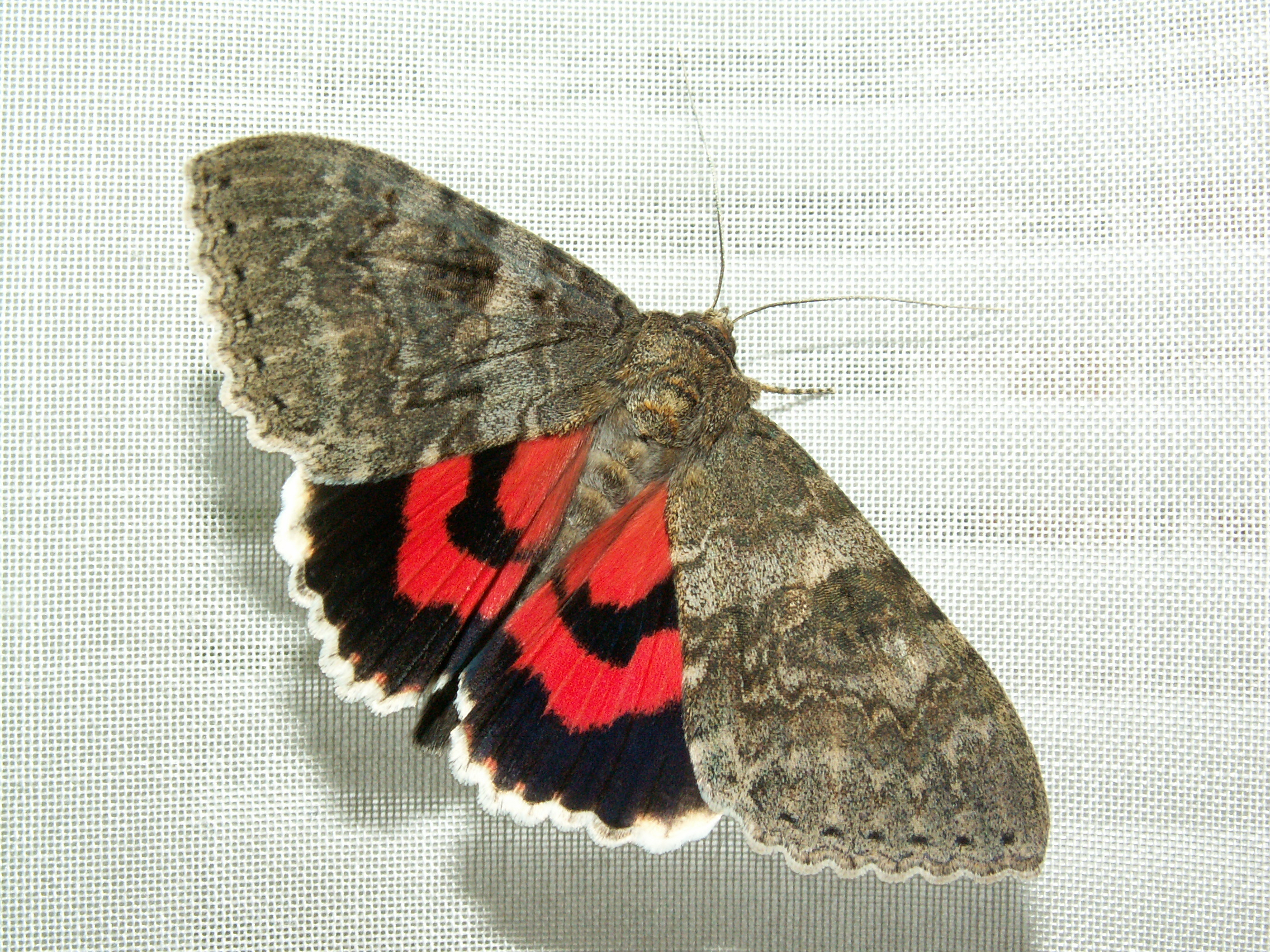
Bij opvliegen laat de vlinder zijn felgekleurde achtervleugels zien.

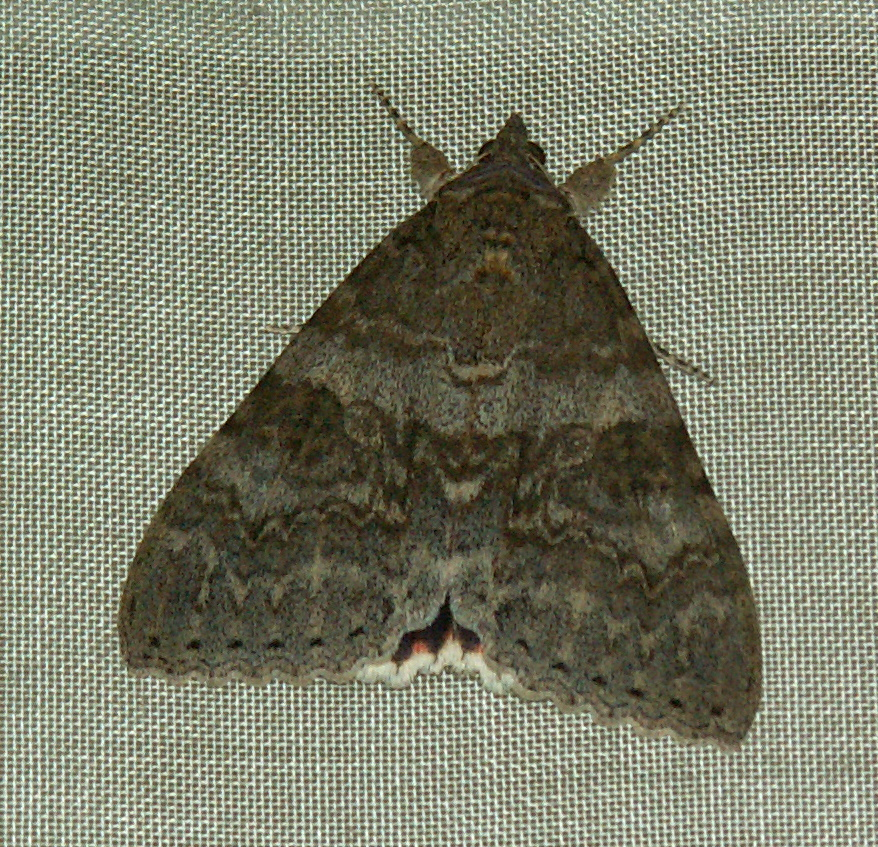
In rust imiteren ze een donkere achtergrond.

De waardplanten van het rood weeskind zijn wilgen en populieren.